# Verilarca thielei
Verilarca thielei is een tweekleppigensoort uit de familie van de Noetiidae. De wetenschappelijke naam van de soort is voor het eerst geldig gepubliceerd in 1938 door Schenck & Reinhart.